# Condado de Hamilton (Tennessee)
El condado de Hamilton (en inglés: Hamilton County, Tennessee), fundado en 1819, es uno de los 95 condados del estado estadounidense de Tennessee. En el año 2000 tenía una población de 307.896 habitantes con una densidad poblacional de 219 personas por km². La sede del condado es Chattanooga.

## Geografía
Según la Oficina del Censo, el condado tiene un área total de 1492 km² (576,1 mi²), de la cual 1404 km² (542,1 mi²) es tierra y 85 km² (32,8 mi²) es agua.

### Condados adyacentes
- Condado de Bledsoe norte
- Condado de Rhea noreste
- Condado de Meigs noreste
- Condado de Bradley este
- Condado de Whitfield sureste
- Condado de Catoosa sur
- Condado de Walker sur
- Condado de Dade suroeste
- Condado de Marion oeste
- Condado de Sequatchie noroeste

Condado de Hamilton es uno de los pocos condados en los Estados Unidos a la frontera de 10 otros condados.

## Demografía
En el 2000 la renta per cápita promedia del condado era de $38,930, y el ingreso promedio para una familia era de $48,037. El ingreso per cápita para el condado era de $21,593. En 2000 los hombres tenían un ingreso per cápita de $35,413 contra $24,505 para las mujeres. Alrededor del 12.10 % de la población estaba bajo el umbral de pobreza nacional.

## Lugares

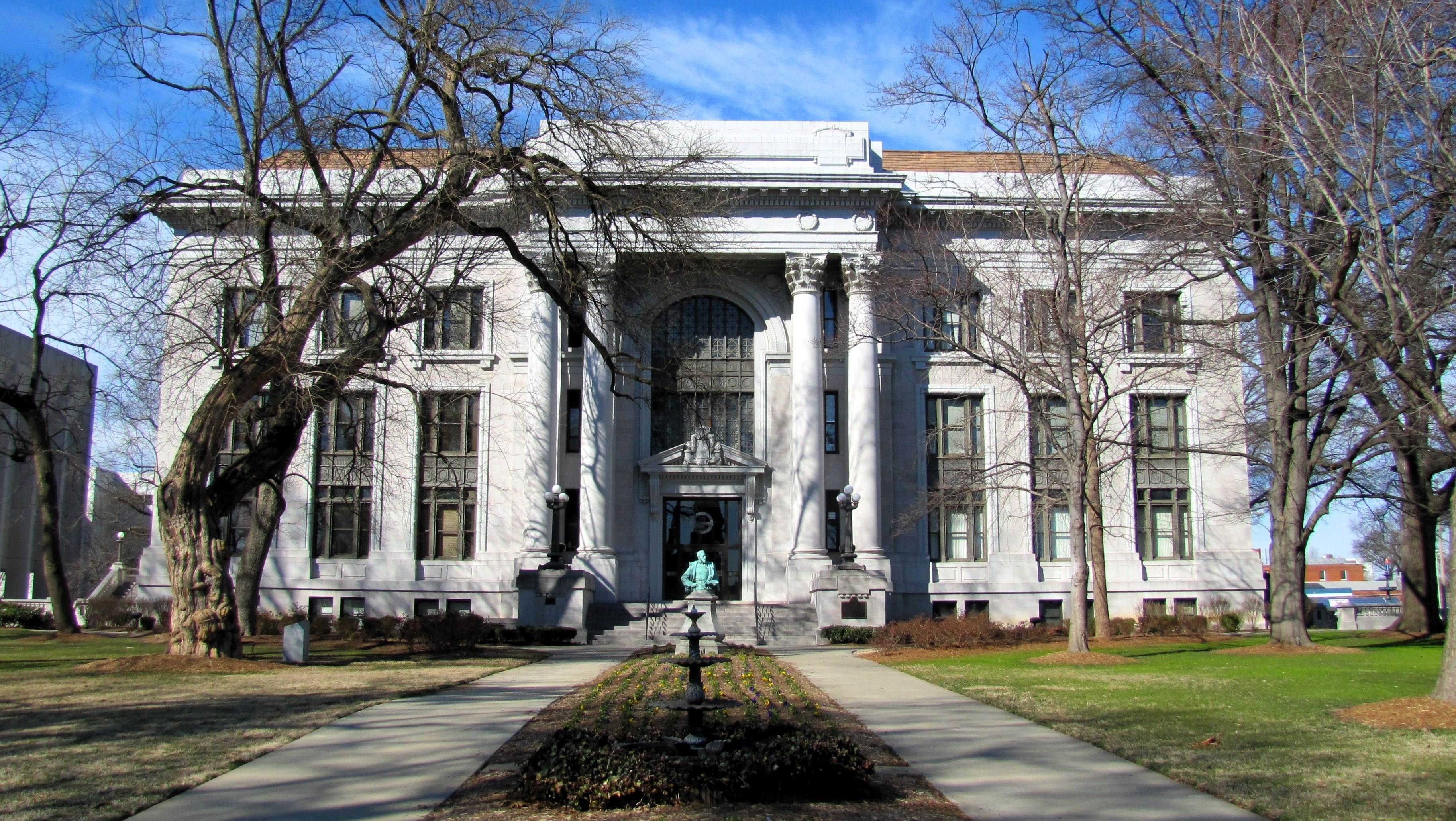
Corte del Condado de Hamilton en Chattanooga, Tennessee.

### Ciudades y pueblos
- Apison
- Bakewell
- Birchwood
- Chattanooga
- Collegedale
- East Brainerd
- East Ridge
- Fairmount
- Falling Water
- Georgetown
- Harrison
- Hixson
- Lakesite
- Lookout Mountain
- Lupton City
- Middle Valley
- Ooltewah
- Red Bank
- Ridgeside
- Sale Creek
- Signal Mountain
- Soddy-Daisy
- Walden

### Principales carreteras
- I 24
- I 75
- SR 24  (Lee Highway)
- SR 27
- SR 41
- SR 64
- SR 72
- STN 74
- SR 76
- STN 127